# Кастел дел Монте (село)
 Тази статия е за селото в Южна Италия.  За замъка в Южна Италия вижте Кастел дел Монте.  
Кастѐл дел Мо̀нте (на италиански: Castel del Monte) е село и община в Южна Италия, провинция Акуила, регион Абруцо. Разположено е на 1346 m надморска височина. Населението на общината е 438 души (към 2012 г.).